# Маркі Антон
Маркі (Marchi) Антон — румунський педагог і громадсько-культурний діяч.

## Біографія
Народився 1760 року в місті Тиргу-Муреш, Румунія. Закінчив педагогічну школу в місті Сібіу. У 1783 році за наказом австрійського намісника на Буковині генерал-губернатора барона Карла фон Енценберга був переведений до Чернівців для організації народної освіти, водночас він призначається директором педагогічної школи (так званої «препаранди») і центральної міської початкової школи, яка містилась на нинішній вулиці Шкільній, де зараз працює СШ № 14.
Згодом Антон Маркі стає шкільним інспектором округу, а з 1814 року — головним інспектором румунських шкіл на Буковині. Був ініціативним і старанним педагогом, прагнув запровадити у практику прогресивні методи навчання, під його керівництвом були підготовлені і видані перші підручники для румунських народних шкіл краю. Помер у 1819 році, Чернівці.

## Підручники, написані Антоном Маркі
- Арифметика (Відень, 1785).
- Правила орфографії (Чернівці, 1790).
- Читанка для педагогічних шкіл (Відень, 1808).
- Граматика німецької і румунської мов (Чернівці, 1810).